# Проспект Муромцева
Проспе́кт Му́ромцева — проспект в городе Сестрорецке Курортного района Санкт-Петербурга. Проходит от Большой Горской улицы до Каугиевской улицы. Далее продолжается Левашовским шоссе.
Название появилось в начале XX века. Дано, вероятно, в честь русского юриста и публициста С. А. Муромцева.
До конца 1990-х годов проспект Муромцева проходил иначе: от Большой Горской улицы по прямой оси за Пушкинскую улицу, включая фрагмент современного Владимирского проспекта. Затем был построен новый участок от Пушкинской до Каугиевской улицы севернее КАД, на который переключили движение. Кардинальное изменение трассы произошло в связи со строительством КАД, открывшейся в этом месте в 2001 году.

## Перекрёстки
- Большая Горская улица
- Алексеевская улица
- Пушкинская улица
- Гагаринская улица
- Каугиевская улица / Левашовское шоссе